# Cyrtorchis neglecta
Cyrtorchis neglecta är en orkidéart som beskrevs av Victor Samuel Summerhayes. Cyrtorchis neglecta ingår i släktet Cyrtorchis, och familjen orkidéer. Inga underarter finns listade i Catalogue of Life.